# 海門 (スループ)
海門（かいもん）は、日本海軍のスループ。

## 概要
「磐城」に続いて計画主任を赤松則良として、3檣バーク型でスクリュー1軸の海防艦として計画し、横須賀造船所で6年半かけて建造された。進水式のときに世界で初めて鳩を飛ばしたことで有名である。「天龍」は姉妹艦になるが、「天龍」は重心点が高くバルジを装着して船体幅を増すなどの相違点がある。
日清戦争では韓国方面の警備を行い、次いで台湾作戦に従事した。戦後は佐世保鎮守府所属として主に韓国、台湾の警備艦とした。日露戦争では開戦直前に第3艦隊に編入し、戦争中は朝鮮海峡の警備、次いで旅大方面の警備と支援に従事。1904年（明治37年）7月5日18時23分に大連湾外で触雷し沈没した。

## 艦名
艦名は鹿児島県の海門岳（開聞岳の別称）による。この山の別称として薩摩富士、筑紫富士、小富士などもあるという。
なお『海軍省報告書』には明治9年11月16日に『鹿児島造船所ニ於テ新製ノ軍艦「海門」ト命号』とある。この鹿児島での建造計画は西南戦争で中止になり、艦名のみが本艦に襲名されたとの意見がある。

## 艦型
3檣バーク型のスループ。『#Conway（1860-1905）』ではスクリュー・コルベット（screw corvette）に分類している。また砲艦、海防艦 とする文献もある。船体は木製。設計時の概略要目は以下の通り。
- 垂線間長:58.60m
- 最大幅:9.10m
- 吃水:4.05m
- 排水量:約1,500英トン
- 速力:12ノット
- 出力:250馬力

当初は磐城（600英トン）程度とされていたが、
設計段階では約1,500英トン（日進程度）となった。
実際の要目は表の通り。
帆走の場合に傾斜がひどくなるため、総帆を展開したことは無かったという記録が残る。

### 機関
主機は横置還働式2段2気筒レシプロ機関1基。
シリンダーの直径は高圧43+7/8インチ（1,114mm）、低圧74インチ（1,880mm）、行程は何れも30インチ（762mm）だった。
また鋳鉄製箱型復水器1基を装備した。
ボイラーは高円缶片面戻火式4基、
缶管は3インチに増大し、
蒸気圧力は60ポンド/平方インチに上昇した（磐城で45ポンド/平方インチ）。
煙突は昇降式とした。
速力は計画で12ノット、
試運転で12.5ノット出したとされる。
『帝国海軍機関史』による公試成績は以下の通り。
| 実施日 | 種類         | 排水量 | 回転数 | 出力        | 速力       | 場所 | 備考 | 出典   |
| ------ | ------------ | ------ | ------ | ----------- | ---------- | ---- | ---- | ------ |
|        | 自然通風全力 |        | 71rpm  | 1,306.5馬力 | 12.9ノット |      |      | [ 16 ] |

1896年（明治29年）にボイラーは同型のものに換装した。
または1900年（明治33年）11月に佐世保造船廠において三菱長崎造船所製の同型の新缶4基と換装した。

### 兵装
表の兵装は『海軍艦艇史2』による。
前部の17cmクルップ砲は旋回砲で、船体中心に繋止し、発射時は旋回して舷側に移動、両舷で発射可能だった。
舷側の側砲は12cmクルップ砲を片舷2門ずつ、後部旋回砲は15cmクルップ砲を装備した。
その他の文献による値は以下の通り。
- 『帝国海軍機関史』:17cmクルップ回転砲 1門、12cmクルップ舷側砲 6門、7.5cmクルップ砲 2門、12cm臼砲 2門[15]
- 『日本近世造船史明治時代』:17cm砲 1門、12cm砲 6門、7.5cm砲 1門、1インチ機砲 4基[7]

### 変遷
兵装では竣工直後に15cm砲を廃止して、12cm側砲を2門追加した。その後に1インチ4連諾典砲4基、小銃口径5連諾典砲1基、75mm短クルップ砲1門を追加した。日清戦争の頃にファイティングトップを大檣と中檣（中檣と前檣）に設けて機砲を搭載した。
測量任務に従事するにあたり、1896年（明治29年）に佐世保で修理改装工事を行い、製図室を新設するなどの工事を行った。この時行われたその他の工事は以下の通り。
- 小蒸気船を1隻から2隻に増備[27]
- 測量船を4隻新規搭載[33]
- マストを改造、前檣の帆は縦帆のみを残し、桁は信号用に2本のみ残す[34]
- 17cm砲1門、12cm砲2門を揚陸、戦時には戻せるようにしておく[35]
- ピンネース1隻、カッター1隻、ガレー1隻を廃止[36]
- 大檣（中檣）に木製デリックを新設[37]
- 煙突を固定[38]
- 破損しているキャプスタンを廃止し、その位置に蒸気ウィンドラスを装備。この工事はこの時は取りやめ、1898年（明治31年）1月に改造が認許された[39]。
- 艦橋（ブリッジ）を前部に新設し、その場所に舵輪を備える。従来の艦橋と舵輪は予備とする。この工事は1898年（明治31年）1月に改造が認許された[40]。

## 艦歴

### 建造
横須賀造船所は、
1877年（明治10年）
1月に製造が認許された砲艦（磐城）と同一の軍艦の建造を海軍省へ2月23日に上申し、3月26日認許されたが、
新艦の大きさは大体日進と同じ程度の4等艦とされた。
6月15日にその製図と仕法書の認可を伺い、6月21日認許された。
建造予算は429,750円。
この時に同一の艦をもう1隻建造するよう伺い出たが追って指令する、とされた（後の天龍）。
9月1日起工。

1878年（明治11年）
2月19日、横須賀造船所で建造中の2隻は海門と天龍と命名され、
翌20日に横須賀造船所は最初に着手した艦を海門、次の艦を天龍と決定したことを公表した。

1879年（明治12年）
7月12日、海門の艦位は4等、
定員は160人に定められた。

1882年（明治15年）
8月28日進水式を行い、午後3時30分に進水した。
進水式には東伏見宮が蒼龍丸で横須賀に来て名代として臨席、
その他に岩田公、山縣参議、山田衆議、松方衆議、川村海軍卿などが臨席した。

1883年（明治16年）
2月26日に艦位を4等から3等に改められた。
12月7日に横須賀を出港して東京湾内のマイルポストで速力を測定（標柱間試験）、12.5ノットを記録した。
また近海の試験航海として翌8日午後8時に横須賀を再度出港、9日午前9時20分に清水港に到着、11日午前2時30分に同地発、同日午後4時10分に横須賀に帰港した。
船体と機関共に故障は無く好成績を収めた。

1884年（明治17年）3月13日に海門は竣工、
主船局に引き渡された。

### 1883年
1883年（明治16年）
8月23日、海門は東海鎮守府所轄とされた。

### 1884年-1886年
中艦隊
1884年（明治17年）
5月30日、海門と筑紫が中艦隊に編入された。
11月22日、海門は横浜港を出港し朝鮮へ向かった。
朝鮮事変
同年12月4日より翌1885年（明治18年）2月2日まで朝鮮事変に従軍し、
朝鮮方面の警備を行った。
常備小艦隊
1885年（明治18年）12月28日、中艦隊は解隊、
同日扶桑、金剛、比叡、海門、筑紫、清輝、磐城、孟春で改めて常備小艦隊が編成された（春日を除く中艦隊の8隻）。
海門は朝鮮事変後も外国を航海し、1886年（明治19年）2月25日に馬関に帰着した。
1886年に日本へ回航途中の「畝傍」が行方不明になると、その捜索に従事した。

### 1888年
1888年（明治21年）
6月17日に品海を出港し、国内の諸港を巡った。
海門は9月30日壱岐に到着した。

### 1890年
1890年（明治23年）
8月23日、海門は第一種に定められた。

### 1891年
1891年（明治24年）
3月8日、海門は佐世保港を出港、朝鮮に向かった。
3月23日馬関に帰着した。

### 大東島調査
1892年（明治25年）、「海門」は南大東島などの調査を行った。「海門」は那覇を出港するとまず南大東島へ行って7名が上陸して調査を行わせ、その後ラサ島に向かって3名を上陸させて約1時間半の調査を行った後、再び南大東島に戻って上陸調査中の7名を帰船させると、北大東島は上陸すらせず洋上からの視察で終え、帰途についた。

### 日清戦争
1894年（明治27年）の日清戦争では
開戦後は内地で警備を行い、8月27日佐世保を出港、
威海衛攻略作戦に参加した。
翌1895年（明治28年）
5月1日呉港に帰着した。
7月12日横須賀港を出港し、その後は台湾方面で行動した。

### 1896年-1899年
1896年（明治29年）海門は3月8日台湾から鹿児島に帰着した。以降は測量任務となって、近海の水路測量に従事した。5月頃から8月一杯の予定で佐世保で修理改装工事を行い、製図室を新設するなどの工事を行った。
11月5日海門は鹿児島を出港、1897年（明治30年）10月13日那覇に帰着した。
1898年（明治31年）3月21日に艦艇類別等級標準が制定され、海門は三等海防艦に類別された。
同年5月5日横須賀港を出港、9月7日鹿児島に帰着した。
1899年（明治32年）5月4日佐世保港を出港、8月28那覇に帰着した。

### 1901年-1903年
この3年間はいずれも4月に国内を出港し秋まで韓国で行動した。1901年（明治34年）4月21日佐世保港を出港、9月7日佐世保に帰着した。1902年（明治35年）4月19日門司港を出港、11月25日佐世保に帰着した。1903年（明治36年）4月13日長崎港を出港、10月16日佐世保に帰着した。

### 日露戦争
日露戦争では1904年（明治37年）
2月6日尾崎を出港、
対馬海峡の警備、旅順攻略作戦に参加した。
7月5日、小平島付近での掃海作業援護後帰投中、（18時23分に）南三山島南南西沖で触雷。4分で沈没し、艦長高橋守道中佐以下22名が戦死。198名が僚艦に救助された。
1905年（明治38年）5月21日海門は除籍された。
1910年（明治43年）、残骸が売却された。

## 艦長
※『日本海軍史』第9巻・第10巻の「将官履歴」及び『官報』に基づく。
- 坪井航三 中佐：1883年8月16日 - 1884年2月9日
- 磯辺包義 中佐:1884年2月9日 - 4月15日
- 児玉利国 中佐：1884年5月19日 - 1886年1月6日
- 隈崎守約 中佐：1886年1月6日 - 1886年7月14日
- 新井有貫 大佐：1886年7月14日 - 1888年6月14日
- 尾本知道 大佐：1888年6月14日 - 1889年3月9日
- （心得）平尾福三郎 少佐：1889年4月12日 - 8月29日
- 平尾福三郎 大佐：1889年8月29日 - 1890年9月17日
- 松永雄樹 大佐：1890年9月17日 - 1891年12月14日
- 柴山矢八 大佐：1891年12月14日 - 1893年4月20日
- （心得）桜井規矩之左右 少佐：1893年5月20日 - 1894年6月8日
- 早崎源吾 少佐：1895年8月20日 - 1896年4月1日
- 梨羽時起 少佐：1896年4月1日 - 8月13日
- 大塚暢雄 少佐：1896年8月13日 -
- 新島一郎 少佐：1897年4月17日 - 10月8日
- 大井上久麿 少佐：1897年10月8日 - 12月1日
- 矢島功 中佐：1897年12月27日 - 1898年2月10日
- 有川貞白 中佐：1898年2月10日 - 1899年9月29日
- 高橋守道 中佐：1901年3月23日 - 1904年7月5日戦死